# Onthophagus ritsemai
Onthophagus ritsemai là một loài bọ cánh cứng trong họ Bọ hung (Scarabaeidae).